# Harald Dickertmann
Harald Dickertmann (* 9. November 1909 in Hagen; † 14. April 1994 in Marquartstein) war ein deutscher Ministerialbeamter und Bundesrichter.

## Leben
Wie sein Bruder Werner Dickertmann (1908–1989) besuchte Harald Dickertmann den realgymnasialen Zweig vom Realgymnasium und Gymnasium seiner Heimatstadt. Nachdem er Ostern 1927 die Reifeprüfung bestanden hatte, immatrikulierte er sich mit seinem Bruder zum Sommersemester 1927 an der Albert-Ludwigs-Universität Freiburg für Rechtswissenschaft. Nach dem Beispiel ihres Onkels Wilhelm Hölling wurden die Brüder im Corps Hasso-Borussia Freiburg aktiv. Als Inaktiver wechselte Harald Dickertmann an die Ludwig-Maximilians-Universität München und die Westfälische Wilhelms-Universität Münster. Erst 20 Jahre alt, bestand er im Juli 1930 das Referendarexamen. Als großer Rundfunkamateur schrieb er seine Doktorarbeit bei Claudius von Schwerin. 1932 wurde er in Freiburg zum Dr. iur. promoviert. Nach dem Vorbereitungsdienst im Bereich des Oberlandesgerichts Hamm bestand er im Februar 1934 am Kammergericht die Assessorprüfung mit „gut“. Nach zwischenzeitlicher Tätigkeit als Gerichtsassessor trat er am 1. Oktober 1935 in die Dienste der Deutschen Reichsbahn (1920–1945). In den drei Jahren bei der Reichsbahndirektion Oppeln lernte er die Ostgebiete des Deutschen Reiches kennen. Wegen seiner guten Leistungen wurde er im Juli 1938 in das Reichsverkehrsministerium einberufen. Am 19. Mai 1939  heiratete er.
Für den Überfall auf Polen zum Heer eingezogen und als Funkamateur der Nachrichtentruppe von Wehrmacht und Waffen-SS zugeteilt, war er in der 208. Infanterie-Division Funkzugführer und stellvertretender Kompanieführer der Nachrichtenabteilung. Im Westfeldzug zum Leutnant d. R. befördert, erhielt er das Eiserne Kreuz 2. Klasse. Im Deutsch-Sowjetischen Krieg wurde er den Heeresfeldbahnen zugeteilt und im Juni 1941 dem Oberkommando des Heeres – Chef des Transportwesens zugewiesen. 1942 zum Oberleutnant d. R. und 1944 zum Hauptmann d. R. befördert, erhielt er das Kriegsverdienstkreuz beider Klassen mit Schwertern. Er meldete sich 1944 zur Verwendung an der Kriegsfront und wurde Funkoffizier einer Panzerbrigade.
Nach der bedingungslosen Kapitulation der Wehrmacht geriet er in Eiderstedt in britische Gefangenschaft. Da er Oberregierungsrat gewesen war, wurde er in das Internierungslager Neuengamme überstellt („Ratsaktion“) und Anfang 1946 zu Frau, Sohn und Tochter entlassen. 1947 in einem Bielefelder Spruchkammerverfahren entnazifiziert, konnte er als Reichsbahn-Oberinspektor bei der Reichsbahndirektion Essen in seine alte Laufbahn zurückkehren. Als Oberreichsbahnrat und stellvertretender Leiter der im Bundesverkehrsministerium gebildeten Verbindungsstelle Bonn konnte er seine frühere Rechtsstellung wiedererlangen. Ab Sommer 1951 leitete er das Eisenbahnverkehrsamt in Aachen. Als 1952 die Bildung des Bundesdisziplinarhofs bevorstand, bewarb er sich von Aachen aus um eine Verwendung als Bundesrichter. Von Februar 1953 bis zur Eingliederung der fünf Disziplinar- und Wehrdienstsenate in das Bundesverwaltungsgericht (1967) war er zunächst als Bundesrichter, ab Herbst 1958 als Senatspräsident tätig. Dort leitete er ab Oktober 1972 den Ersten und einzigen für Bundesbeamte zuständigen Disziplinarsenat des Bundesverwaltungsgerichts. Als begeisterter Skiläufer zog er nach der Pensionierung nach Übersee (Chiemgau), wo er sich ein Haus gebaut hatte. Die letzten Jahre verlebte er in einem Altenheim in Marquartstein, wo er mit 84 Jahren starb.